# وازیوار
وازیوار، روستایی است از توابع بخش مرکزی شهرستان نوشهر در استان مازندران ایران.

## جمعیت
این روستا در دهستان کالج قرار دارد و براساس سرشماری مرکز آمار ایران در سال ۱۳۸۵، جمعیت آن ۴۷۶ نفر (۱۲۹خانوار) بوده‌است. مردم وازیوار از قومیت طبری هستند. مردم وازیوار به زبان طبری با گویش کجوری سخن می‌گویند.